# Winter van 1941-1942
De winter van 1941-1942 was met een gemiddelde temperatuur van -1,5 °C in De Bilt en -1,0 °C in Ukkel de op één na koudste winter in Nederland en België sinds de winter van 1844-1845, en een van de strengste winters van de laatste driehonderd jaar. Deze winter was de laatste en zwaarste van een reeks van drie buitengewoon koude winters, en is sindsdien slechts nipt overtroffen door de winters van 1947 en 1963. Doordat de winter van '42 in de Tweede Wereldoorlog viel was de impact ervan op het dagelijks leven echter beduidend groter dan in de twee genoemde latere winters het geval was. In deze winter konden veel producten alleen op de bon worden verkregen. Er was een gebrek aan brandstof en door een gebrek aan reserveonderdelen functioneerde ook het openbaar vervoer steeds slechter.
Het hellmanngetal over deze winter bedroeg 333,5. Hiermee was het de eerste winter sinds de revolutiewinter van 1789 die in Midden-Nederland de barrière van 300 punten wist te slechten, nadat dit twee jaar eerder net niet lukte (het koudegetal over de winter van 1939-1940 bedroeg in De Bilt 294,0). Verder was het in grote delen van Nederland ook een van de sneeuwrijkste winters van de 20ste eeuw.

## Verloop
December 1941 bracht weinig kou. Aan het begin van de maand enkele nachten lichte vorst, aan het eind twee dagen met lichte tot matige vorst, ook overdag. Midden december was het een tijdje behoorlijk zacht. De winter kwam pas echt op gang na de jaarwisseling, toen zich boven Scandinavië plotseling een sterk hogedrukgebied vormde. Januari 1942 was met een gemiddelde maandtemperatuur van -5,1 °C de op twee na koudste januarimaand van de gehele 20e eeuw. De periode 18-27 januari 1942 was in De Bilt zelfs de koudste periode van 10 opeenvolgende dagen in de 20e eeuw, met een gemiddelde etmaaltemperatuur van -11,3 °C. De koudegolf begon echter al een week eerder, op 10 januari, en vanaf 12 januari 1942 vroor het in De Bilt vrijwel elke dag streng (beneden -10 graden).
Op 22 januari 1942 werd de achtste Elfstedentocht verreden, de derde in slechts twee jaar tijd, na de zesde Elfstedentocht in 1940 en de zevende Elfstedentocht in 1941. Het was een relatief zware editie, want die dag vroor het overwegend streng, ook overdag.
Op 26 en 27 januari werden records gevestigd: op 26 januari 1942 kwam het kwik in De Bilt niet hoger dan -11,4 °C, en in de daaropvolgende nacht koelde het er af tot -24,8 °C, de laagste maximum- en minimumtemperatuur ooit op het hoofdstation van het KNMI gemeten. Elders was het nog kouder: het minimum van -27,4 °C, dat op 27 januari 1942 door Jaap Langedijk in Winterswijk werd gemeten, is tot op heden het landelijke kouderecord van Nederland.
Het grote gebrek aan brandstof maakte dat er bijna niet meer tegen de kou op te stoken viel. Veel mensen kropen die dagen met een jas aan in bed, en pasgeboren baby's liepen meer dan eens een longontsteking op. Er heerste ook een groot voedseltekort en men verzamelde zich in lange rijen voor de slachterijen die nog wat vlees over zouden hebben. Tegen het einde van de maand was er ook sprake van grote sneeuwoverlast, met hier en daar meer dan 40 centimeter sneeuw. Omdat lopen en fietsen vrijwel onmogelijk was geworden, nam men in de grote steden massaal zijn toevlucht tot de tram, maar ook de trams gingen steeds meer mankementen vertonen.
Ook februari was een zeer koude wintermaand. Vooral de eerste en de derde week van de maand waren ijzig koud. Begin maart waren er nog vier ijsdagen, de laatste op de 12e, met enkele keren sneeuw. Pas halverwege maart was de winter echt voorbij. De nood was veel mensen tegen die tijd tot de lippen gestegen. Maar ook de dooi ging gepaard met veel overlast. De kranten stonden in die dagen vol berichten over verdronken kinderen, die zich nog op het ijs hadden gewaagd.

## Circulatiepatroon
December werd gekenmerkt door depressies die met regelmaat over Zuid-Scandinavië naar het oosten trokken, andere depressies trokken vanuit de Oceaan ten noorden van Noorwegen langs.
Januari verliep anders nadat aan de achterzijde van een depressie die over Midden-Zweden en -Finland trok, de wind naar noord draaide en boven Zuid-Zweden een hogedrukgebied ontstond. Dit hoog trok naar het noordoosten, bouwde uit tot in de hogere luchtlagen en bleef de rest van de maand boven Kola liggen. Op basis van met name Duitse waarnemingen (zij hadden het grootste gebied onder controle), zijn vergelijkingen gedaan van de luchtdruk in het 500-mb niveau op 45°NB en 65°NB, telkens langs dezelfde lengtegraad. Is de druk op 65° hoger dan op 45° (gewoonlijk is het andersom) dan duidt dit ofwel op een blokkerend hogedrukgebied, ofwel op een koudeput op een relatief zuidelijke positie. Beide situaties leiden tot belangrijk kouder dan normaal winterweer. In januari deed deze situatie zich uitgebreid voor, het vaakst tussen 25°Oosterlengte en 30°OL namelijk op 60% van de dagen. In februari was dit het geval op 40% van de dagen en dan vooral tussen 5°WL en 10°OL; het zwaartepunt van de temperatuurafwijking was naar het westen verschoven. 
Tussen 22 en 28 januari verplaatste zich bovendien een koudeput uit de omgeving van Moskou naar het westen, deze lag tussen 26 en 31 januari rond te draaien boven Zuid-Zweden en vulde daar op. Het systeem was gevuld met Siberische lucht, wat op veel plaatsen tot zeer lage temperaturen leidde. In Kaliningrad werd het op de 25e -34°C en in Stockholm -28°C, in Nederland gaf de nacht van 26 op 27 januari record-minima. In februari toonde het algemene circulatiebeeld een lagedrukgebied in de hogere luchtlagen (het 500-milibarvlak) dat vanuit Scandinavië tot over Midden-Europa reikte, de kou bestendigend. Over West-Rusland ontwikkelde zich die maand een stabiel hogedrukgebied, met rustig weer en aanhoudend  strenge vorst, zij het minder extreem dan in januari.

##### Invloed op de oorlog
Tussen 5 en 8 december 1941 liepen de laatste offensieven van het Duitse leger op Moskou vast. Dit kan mede zijn veroorzaakt omdat juist tijdens deze dagen de temperaturen in de nacht en ochtend aldaar rond de -25°C waren, al kan de mate van deze factor niet worden gewogen. November was in het westen van de Sovjet-Unie en Finland al kouder dan normaal, het gebied bevond zich vaak in arctische lucht, zoals blijkt uit temperatuurmetingen van Moskou en Leningrad. In bepaald opzicht was dit voor het belegerde Leningrad een voordeel. Vanaf omstreeks 20 november was het mogelijk om de stad te bevoorraden over het dichtgevroren Ladogameer. Toen in december het ijs echt dik was reden per dag circa 400 drietons trucks per dag over het meer om goederen aan te voeren en mensen mee terug te nemen.